# 1148
Cette page concerne l'année 1148  du calendrier julien.
L'année 1148 est une année bissextile qui commence un jeudi.

## Événements
- 1er janvier, deuxième croisade : l’armée franque défait une embuscade turque dans la vallée du Méandre, puis atteint Laodicée le 3 janvier ; le gouverneur byzantin lui refuse l’entrée de la ville[1].
- Vers le 8 janvier (Épiphanie) : défaite de l’armée franque face aux Turcs à la bataille du mont Cadmos en Anatoliques ; elle essuie une nouvelle embuscade, probablement en traversant le cours supérieur de la rivière Dalaman, mais parvient à atteindre la côte à Adalia le 20 janvier, où l’entrée de la ville lui est de nouveau refusé ; le manque d’embarcation oblige Louis VII à diviser ses forces ; les chevaliers et les troupes d’élite atteignent le port d’Antioche, le 19 mars. Le reste des troupes (infanterie) et les non-combattants tentent de joindre la Terre-Sainte par la côte sous la conduite du comte de Flandre et d’Archambaud VII de Bourbon[1].

- 7 mars : le reste de l’armée de l’empereur Conrad III, qui est retournée à Constantinople en janvier, rééquipée par Manuel Comnène, quitte la ville à bord d’une flotte byzantine, qui est dispersée par la tempête et aborde à différents ports[1].

- 19 mars : Louis VII le Jeune et Aliénor d’Aquitaine débarquent à Saint-Siméon, le port d’Antioche, où la reine rencontre son oncle Raymond, maître de la ville[1]. Louis VII refuse l’expédition contre Alep que lui propose Raymond de Poitiers[2], qui convainc alors Aliénor (et ses vassaux aquitains) de refuser de suivre son mari à Jérusalem. Louis l’entraîne de force. Aliénor rappelle la consanguinité existant entre eux, et invoque le divorce. Le couple rejoint Conrad III à Palmarea, près d’Acre le 24 juin[3].
- 22 mars : ouverture du concile de Reims où le pape Eugène III continue la réforme de Grégoire VII. Eon de l'Étoile, condamné par le concile, est arrêté et soumis à la question. Quatre thèses de Gilbert de la Porrée sont condamnées[4].
- Mars : Manuel Ier Comnène accroît les privilèges commerciaux vénitiens[5]. Les privilèges commerciaux accordés par Basile II (992) et ses successeurs aux vénitiens ont ruiné la flotte et la monnaie byzantine. Devant le danger, Manuel Comnène tente en vain d’opposer à Venise d’autres cités italiennes, ce qui provoque une violente réaction.

- 4-17 avril : Conrad III est à Jérusalem[3].
- 16 avril : Alphonse Jourdain meurt empoisonné à Césarée  ; son fils Raymond V devient comte de Toulouse, de Rouergue, d'Albi, de l'Agenais et du Quercy, marquis de Gothie, de Provence et duc de Narbonne[6].

- 21 juin, Afrique du Nord : prise de Mahdia, de Sousse (1er juillet) et de Sfax (12 juillet) par la flotte sicilienne conduite par Georges d’Antioche[7]. Les Normands de Sicile occupent la côte de Tripoli jusqu’au bord de l’actuelle Tunisie (fin en 1160).
- 23 juin : fondation de l’abbaye cistercienne de Sénanque sur le territoire de la commune de Gordes[8].
- 24 juin : concile d’Acre réuni pour coordonner la deuxième croisade. Le pèlerinage l’emporte sur les nécessités de la défense de l’Orient latin, dont les croisés méconnaissent la situation. Leur vœu accompli, certains repartent pour l’Europe, tandis que les deux souverains, repoussant les projets les plus modérés, se laissent entraîner par les barons de Jérusalem les plus belliqueux dans une expédition inutile contre Damas[9].

- 1er juillet : début du siège de Tortosa par les Catalans alliés aux Pisans et aux Génois[10].
- 15 juillet : Arnaud de Brescia est excommunié[11].

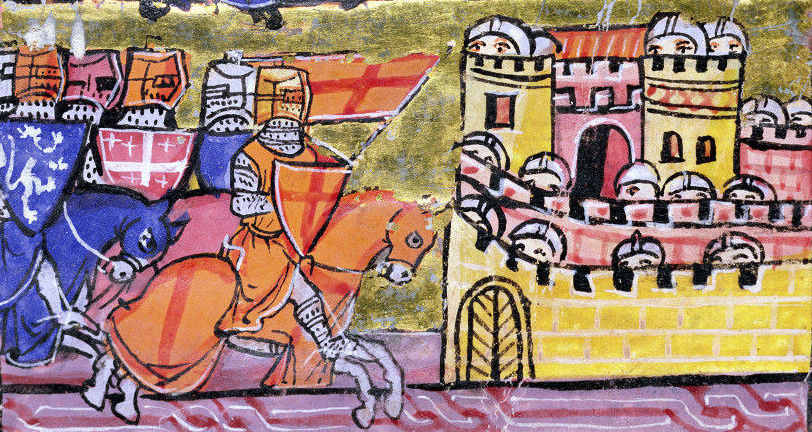
24-28 juillet : siège de Damas.

- 24-28 juillet : échec du siège de Damas. Les croisés arrivent devant Damas. Les Damascènes sortent de leur ville pour les affronter, en vain. Les Francs dressent leur camp dans la plaine de la Ghouta. Le 25, les combats durent toute la journée et la charge de Conrad III permet aux croisés d’établir leur camp à l’hippodrome, plus près des murailles[12]. Le 26, à l’appel de Moinuddin Ounar, gouverneur de la ville, des cavaliers turcs, kurdes ou arabes viennent par le nord. On annonce la venue de Nur ad-Din d’Alep et de son frère Saifeddin de Mossoul. Les Damascènes reprennent espoir. Ounar parvient à un accord avec les Francs de Syrie qui arrivent à convaincre Conrad III de s’éloigner de Damas avant l’arrivée des renforts. Harcelés par les Damascènes, les Francs refluent vers Jérusalem dès le lendemain[13]. Échec de la deuxième croisade.

- 30 août : Amédée III de Savoie meurt à Nicosie[14]. Humbert III devient comte de Savoie (fin en 1189) sous la tutelle de l’évêque Amédée de Lausanne[15].

- 8 septembre : Conrad III s’embarque pour la Grèce ; il rencontre l’empereur Manuel Comnène à Thessalonique et s’engage à combattre Roger II de Sicile[3].

- Novembre : le gouverneur almoravide Ibn Ghaniya remet Cordoue et Carmona au général almohade Barraz en échange d’un sauf-conduit et se retire à Grenade[16].

- 31 décembre : le comte de Barcelone Raimond-Bérenger IV prend Tortosa aux musulmans malgré l’intervention de l’émir de Valence[10].